# Phineas e Ferb (2.ª temporada)
A segunda temporada de Phineas e Ferb começou no Disney XD em 19 de fevereiro de 2009, e no Disney Channel em 27 de março de 2009. Uma prévia da temporada foi ao ar em 23 de janeiro de 2009, em Toon Disney, com o episódio "Tip of the Day".  A temporada conta com dois irmãos adotivos nas férias de verão, tentando fazer todos os dias o melhor dia de todos os tempos, enquanto sua irmã tenta derrubá-los.  Os cinco personagens principais são: irmãos Phineas Flynn e Ferb Fletcher, sua irmã mais velha, Candace Flynn, o agente secreto Perry, o Ornitorrinco e o malvado Dr. Heinz Doofenshmirtz.

## Vozes dos personagens

### Principal
| Personagem                    | Voz original         |
| ----------------------------- | -------------------- |
| Phineas Flynn                 | Vincent Martella     |
| Ferb Fletcher                 | Thomas Sangster      |
| Candace Flynn                 | Ashley Tisdale       |
| Linda Flynn-Fletcher          | Caroline Rhea        |
| Dr. Heinz Doofenshmirtz       | Dan Povenmire        |
| Perry o ornitorrinco Agente P | Dee Bradley Baker    |
| Major Francis Monograma       | Jeff "Swampy" Marsh  |
| Carl, o estagiário            | Tyler Alexander Mann |

## Episódios
| N.º na série | N.º na temp. | Título                                            | Dirigido por                           | Escrito por | Exibição original       | Cód. de produção | Audiência (milhões) |
| --- | ------------ | ------------------------------------------------- | -------------------------------------- | --- | ----------------------- | ---------------- | ------------------- |
| 48 | 1            | "The Lake Nose Monster"                           | Robert F. Hughes                       | Jon Colton Barry & Piero Piluso | 19 de fevereiro de 2009 | 201              | 2.6                 |
| A família Flynn-Fletcher vai ao Lago Naso, onde há uma lenda de um monstro feroz que mora no lago, chamado Narigudo, e Phineas e Ferb vão a trás dele. Enquanto isso, Doofenshmirtz extrai todo o zinco do lago, mas não sabe em que maldade pode usar isso. |              |                                                   |                                        | |                         |                  |                     |
| 49 | 2            | "Interview With a Platypus"                       | Zac Moncrief                           | Antoine Guilbaud & Kim Roberson | 20 de fevereiro de 2009 | 202a             | N/A                 |
| Phineas e Ferb constroem um tradutor de animais para descobrir o que significa o que Perry fala. Ao ver que o tradutor funciona com todos os animais, os meninos começam a atender os problemas deles. Candace vai jogar videogame com Jeremy, mas é pertubada pelo poodle de Suzy. Enquanto isso, o Dr. Doofenshmirtz tenta inundar a Área dos Três Estados. |              |                                                   |                                        | |                         |                  |                     |
| 50 | 3            | "Tip of the Day"                                  | Robert F. Hughes                       | Jon Colton Barry & Piero Piluso | 20 de fevereiro de 2009 | 202b             | N/A                 |
| Quando Phineas e Ferb descobrem que a ponta de metal do cadarço se chama "ponteira", eles decidem contar para o mundo. Enquanto isso, o Dr. Doofenshmirtz cria um "Leia-minha-mente-inator" para excluir um vídeo humilhante de todos os computadores do mundo e das mentes das pessoas. |              |                                                   |                                        | |                         |                  |                     |
| 51 | 4            | "Attack of the 50-Foot Sister"                    | Zac Moncrief                           | Jon Colton Barry & Piero Piluso | 21 de fevereiro de 2009 | 203a             | N/A                 |
| Phineas e Ferb ajudam Baljeet para o maior festival de melancia com um elixir de crescimento que Candace usa a fim de aumentar sua altura, para ser a próxima Garota Perfeita. Enquanto isso, o Dr. Doofenshmirtz planeja cobrir o festival com o "pior cheiro na história da humanidade". |              |                                                   |                                        | |                         |                  |                     |
| 52 | 5            | "Backyard Aquarium"                               | Robert F. Hughes                       | Joe Orrantia & Mike Roth | 21 de fevereiro de 2009 | 203b             | N/A                 |
| Depois de perceber que seu peixinho dourado fez muito por eles, Phineas e Ferb constroem um aquário no quintal como um agradecimento. Enquanto isso, Candace espera uma ligação de Jeremy e Perry o Ornitorrinco impede Doofenshmirtz de destruir os vendedores de cachorro-quente. |              |                                                   |                                        | |                         |                  |                     |
| 53 | 6            | "Day of the Living Gelatin"                       | Zac Moncrief                           | Mike Roth & Joe Orrantia | 28 de fevereiro de 2009 | 204a             | N/A                 |
| Phineas e Ferb se inspiram na festinha de Candace para criar o maior molde gelatina do mundo na piscina de Isabella. Doofenshmirtz convida Perry o Ornitorrinco para um chá, a fim de convertê-lo a um aliado do mal. Graças à invenção de Doofenshmirtz, ele acidentalmente transforma a gelatina em um monstro malvado. |              |                                                   |                                        | |                         |                  |                     |
| 54 | 7            | "Elementary My Dear Stacy"                        | Zac Moncrief                           | Antoine Guilbaud & Kim Roberson | 28 de fevereiro de 2009 | 204b             | N/A                 |
| Em meio à visita a Londres, Candace e Stacy imitam Sherlock Holmes e Dr. Watson ao tentar flagrar. Phineas e Ferb. Perry deve se aliar ao agente britãnico 000 para deter Doofenshmirtz de transferir o Big Ben para a Área dos Três Estados. |              |                                                   |                                        | |                         |                  |                     |
| 55 | 8            | "Don't Even Blink"                                | Robert F. Hughes                       | Antoine Guilbaud & Kim Roberson | 4 de abril de 2009      | 205a             | N/A                 |
| Graças ao conselho de Stacy, Candace tenta descobrir como as invenções de Phineas e Ferb desaparecem toda vez antes de sua mãe poder vê-las. O Dr. Doofenshmirtz cria um raio invisível para atingir nas Garotas Companheiras, pra quando elas tentarem lhe vender bolinhos. |              |                                                   |                                        | |                         |                  |                     |
| 56 | 9            | "Chez Platypus"                                   | Zac Moncrief                           | Antoine Guilbaud & Kim Roberson | 4 de abril de 2009      | 205b             | N/A                 |
| Phineas e Ferb abrem o Chez Ornitorrinco, que se torna o mais elegante restaurante da cidade. Jeremy aproveita e convida Candace para um encontro no mesmo lugar. Enquanto isso, Doofenshmirtz vai a um encontro também nesse restaurante com uma mulher muito parecida com ele. |              |                                                   |                                        | |                         |                  |                     |
| 57 | 10           | "Perry Lays an Egg"                               | Zac Moncrief                           | Joe Orrantia & Mike Roth | 11 de abril de 2009     | 206a             | N/A                 |
| Phineas e Ferb encontram um ovo e acreditando que ele é de Perry, cuidam dele, até que Candace decide ensiná-los a cuidar adequadamente de um ovo. Enqaunto isso, Doofenshmirtz planeja se vingar de baleias por roubarem sua ex-namorada. |              |                                                   |                                        | |                         |                  |                     |
| 58 | 11           | "Gaming the System"                               | Zac Moncrief                           | Joe Orrantia & Zac Moncrief | 11 de abril de 2009     | 206b             | N/A                 |
| Candace acidentalmente é digitalizada pela nova invenção de Phineas e Ferb e terá que enfrentar os desafios do jogo digital. Enquanto isso, Perry deve impedir que Doofenshmirtz atinja seu inator nos homens para usarem vestidos de gala. |              |                                                   |                                        | |                         |                  |                     |
| 59 | 12           | "The Chronicles of Meap"                          | Jeff "Swampy" Marsh & Robert F. Hughes | Jon Colton Barry & Piero Piluso | 18 de abril de 2009     | 207              | N/A                 |
| Um alienígena chamado Meap cai no quintal de Phineas e Ferb. Os meninos consertam a sua nave, mas depois Candace pega ele para sair junto com ela. Quando Phineas, Ferb, e Isabella saem em busca de Meap, eles são capturados pelo seu inimigo, Mitch, e cabe a Candace e Meap para salvá-los. |              |                                                   |                                        | |                         |                  |                     |
| 60 | 13           | "Thaddeus and Thor"                               | Zac Moncrief                           | Antoine Guilbaud & Kim Roberson | 15 de junho de 2009     | 208a             | N/A                 |
| Os Flynn-Fletcher ganharam novos vizinhos, os quais têm uma forte semelhança com Phineas, Ferb e Candace: A irmã mais velha, Mandy, tem dois irmãos mais novos, Thaddeu e Thor, que deixam-na louca com seus projetos ambiciosos. Embora ela e Candace pareçam se dar bem no início, logo começam a comeptir entre si, onde os irmãos que tiverem o melhor forte serão melhores. Enquanto isso, Perry se encontra no meio da reunião da família Doofenshmirtz, e o Dr. Doofenshmirtz tentará ganhar o torneio anual de kickball com o Kick-inator 5000 e conseguir o orgulho de sua mãe. |              |                                                   |                                        | |                         |                  |                     |
| 61 | 14           | "De Plane! De Plane!"                             | Zac Moncrief                           | Joe Orrantia & Mike Roth | 15 de junho de 2009     | 208b             | N/A                 |
| Phineas e Ferb constróem um avião maior do que o de Howard Hughes, o Ganso de Madeira, mas totalmente feito de papel-machê com serviço de bordo e entretenimento. O Dr. Doofenshmirtz está fazendo sua parte para ser verde, utilizando materiais reciclados para construir um "Evaporador inator" e secar todas as piscinas na Área dos Três Estados. Enquanto isso, Candace e Stacy vão à festa de Jeremy na piscina, e ao chegarem lá, o veem conversando com uma garota aventureira, o que deixa Candace com ciúmes. |              |                                                   |                                        | |                         |                  |                     |
| 62 | 15           | "Let's Take a Quiz"                               | Zac Moncrief                           | Joe Orrantia & Mike Roth | 22 de junho de 2009     | 209a             | N/A                 |
| Quando Candace descobre que Jeremy vai estrelar um comercial de TV, ela teme que, com sua celebridade recém-descoberta, ele irá esquecê-la. Assim, como Phineas e Ferb vão produzir seu próprio programa de TV, Candace usa a oportunidade de ficar no mesmo nível que ele. Enquanto isso, o Dr. Doofenshmirtz tenta apagar todos os infocomerciais da Área dos Três Estados. |              |                                                   |                                        | |                         |                  |                     |
| 63 | 16           | "At the Car Wash"                                 | Robert F. Hughes                       | Michael Diederich & Perry Zombolas | 22 de junho de 2009     | 209b             | N/A                 |
| Phineas e Ferb ajudam Isabella e as Garotas Companheiras construindo um lava a jato automático para ajudar com a arrecadação de fundos para salvar a toupeira do nariz estrelado. Enquanto isso, Stacy recomenda à Candace a bancar a difícil com Jeremy. Enquanto isso, Dr. Doofenshmirtz tenta fazer uma montanha com montinho das toupeiras - literalmente. |              |                                                   |                                        | |                         |                  |                     |
| 64 | 17           | "Oh, There You Are, Perry"                        | Robert F. Hughes                       | Aliki Theofilopoulos Grafft & Antoine Guilbaud | 11 de julho de 2009     | 210a             | N/A                 |
| Quando Phineas e Ferb pensam que Perry está perdido, eles usam o poder da música para encontrá-lo. Enquanto isso, Candace teme ser a culpa pelo desaparecimento de Perry e percorre a área dos três Estados para encontrá-lo. Em contraste, Doofenshmirtz foi rebaixado a uma ameaça de baixo nível e Perry é transferido para um vilão mais perigoso, e uma nova família. |              |                                                   |                                        | |                         |                  |                     |
| 65 | 18           | "Swiss Family Phineas"                            | Zac Moncrief                           | Sherm Cohen & Chong Lee | 11 de julho de 2009     | 210b             | N/A                 |
| A família Flynn-Fletcher fica ilhada após uma tempestade de verão fazer com que seu navio naufrague em uma ilha. Phineas, Ferb e Isabella aproveitam a oportunidade para construir um abrigo. Enquanto isso, Candace tenta fazer com que eles construam um barco para que ela possa voltar a tempo para a festa de Jeremy. Depois de descobrir o que "grande roupa suja" significava, o Dr. Doofenshmirtz usa trabalho gratuito de macacos para impulsionar um negócio de lavanderia. |              |                                                   |                                        | |                         |                  |                     |
| 66 | 19           | "Hide and Seek"                                   | Zac Moncrief                           | Kaz & Kim Roberson | 18 de julho de 2009     | 213a             | N/A                 |
| Quando Phineas e Ferb resolvem brincar de esconde-esconde dentro de casa, eles encolhem a si mesmos e seus amigos para se tornar mais divertido, e Candace tenta levar a máquina de encolher à sua mãe para dedurá-los. Enquanto isso, o Dr. Doofenshmirtz tenta descobrir onde seu inimigo Perry mora. |              |                                                   |                                        | |                         |                  |                     |
| 67 | 20           | "That Sinking Feeling"                            | Robert F. Hughes                       | Aliki Theofilopoulos Grafft & Antoine Guilbaud | 18 de julho de 2009     | 213b             | N/A                 |
| Baljeet quer impressionar sua amiga de infância da Índia, Mishti, então ele pede para Phineas e Ferb o ajudarem a conquistá-la. No entanto, nenhum de seus gestos românticos a impressionam, pois ela gosta de Baljeet de como ele realmente é. Enquanto isso, Perry deve impedir o Dr. Doofenshmirtz de mover o Farol de Danville para o outro lado da cidade, para que ele não se incomode com todos os navios durante seu sono. |              |                                                   |                                        | |                         |                  |                     |
| 68 | 21           | "The Baljeatles"                                  | Robert F. Hughes                       | Piero Piluso & Jon Colton Barry | 25 de julho de 2009     | 214a             | N/A                 |
| Phineas e Ferb ajudam Baljeet para um acampamento de rock 'n' roll. Candace tenta fazer com que Jeremy lhe dê um apelido, pois ele sempre a chama pelo seu nome. Enquanto isso, o Dr. Doofenshmirtz tenta criar um exército de bebês para dominar a Área dos Três Estados. |              |                                                   |                                        | |                         |                  |                     |
| 69 | 22           | "Vanessassary Roughness"                          | Robert F. Hughes                       | Michael Diederich & Perry Zombolas | 25 de julho de 2009     | 214b             | N/A                 |
| Vanessa tenta mostrar ao seu pai que é responsável o suficiente para ganhar um carro, então corre, com a ajuda de Ferb, por todo o shopping em busca do Pizzazium Infinionito, porém terão que disputá-lo com outras pessoas. |              |                                                   |                                        | |                         |                  |                     |
| 70 | 23           | "No More Bunny Business"                          | Zac Moncrief                           | Sherm Cohen & Chong Lee | 1 de agosto de 2009     | 215a             | 1.6                 |
| Candace encontra um coelho no jardim e decide cuidar dele, só que ele é o Dennis, um ex-agente da O.S.U.S.B. que foi desonesto e está em uma missão para se infiltrar no esconderijo do Perry e roubar o sistema do organização. Enquanto isso, Phineas e Ferb compram óculos de raios-X, mas sentem que foram enganados. Então eles resolvem fazer seus próprios óculos e também ajudar as pessoas com eles. Depois de perceber que Perry o Ornitorrinco não está presente, o Dr. Doofenshmirtz decide fazer a Planta do Vaso de Planta para substituir seu inimigo. |              |                                                   |                                        | |                         |                  |                     |
| 71 | 24           | "Spa Day"                                         | Robert F. Hughes                       | Aliki Theofilopoulos Grafft & Antoine Guilbaud | 1 de agosto de 2009     | 215b             | 1.6                 |
| Candace e Stacy ganham um dia de spa. Mas ao saber que Jeremy está ajudando na construção de casas, Candace decide ajudá-lo e isso acaba distraindo as meninas. Isso inspira Phineas e Ferb a construirem o seu próprio spa no quintal. Enquanto isso, Doofenshmirtz leva para casa um gatinho que estava perdido na rua, mas esse acaba causando problemas com os inators. |              |                                                   |                                        | |                         |                  |                     |
| 72 | 25           | "Phineas and Ferb's Quantum Boogaloo"             | Zac Moncrief                           | Kaz & Kim Roberson | 21 de setembro de 2009  | 212              | 3.9                 |
| Phineas e Ferb viajam para o futuro na esperança de encontrarem uma ferramenta que funda madeira e metal. Lá, eles encontram Candace com 35 anos, que os segue de volta no tempo e finalmente consegue flagra-los andando na montanha-russa super perigosa. No entanto, acidentalmente ela frusta o plano do Agente P de derrotar o Dr. Doofenshmirtz, iniciando uma reação em cadeia que transformará o futuro em uma realidade distorcida. |              |                                                   |                                        | |                         |                  |                     |
| 73 | 26           | "Phineas and Ferb's Musical Cliptastic Countdown" | Dan Povenmire                          | Scott Peterson | 12 de outubro de 2009   | 211              | 4.5                 |
| Major Monograma e Heinz Doofenshmirtz apresentam o Top 10 musical da série, votado por usuários online do mundo inteiro, através do site do Disney Channel e Disney XD, a partir de 01 de setembro de 2009. |              |                                                   |                                        | |                         |                  |                     |
| 74 | 27           | "Bubble Boys"                                     | Zac Moncrief                           | J. G. Orrantia & Mike Roth | 17 de outubro de 2009   | 216a             | 4.0                 |
| Quando Phineas e Ferb criam a maior e mais durável bolha de todas, eles, as garotas companheiras, Buford e Baljeet ficam presos dentro dela voando pela cidade. Enquanto isso, Candace pratica dirigir e o Dr. Doofenshmirtz usa um chapéu de cowboy que altera a voz para ajudá-lo a espalhar propaganda através da música country. |              |                                                   |                                        | |                         |                  |                     |
| 75 | 28           | "Isabella and the Temple of Sap"                  | Zac Moncrief                           | J. G. Orrantia & Mike Roth | 17 de outubro de 2009   | 216b             | 4.0                 |
| Em uma história paralela do episódio anterior, Isabella e as garotas companheiras tentam recuperar uma rara variedade de seiva de árvores para o projeto de bolha de Phineas e Ferb em um parque de diversões abandonado. Enquanto isso, o professor Poofenplotz de Pinky, o Chihuahua, tenta roubar um suprimento de seu spray de cabelo preferido. |              |                                                   |                                        | |                         |                  |                     |
| 76 | 29           | "Cheer Up Candace"                                | Robert F. Hughes                       | Michael Diederich & Perry Zombolas | 24 de outubro de 2009   | 217a             | 4.1                 |
| Perry é dispensado da agência depois que ele é acusado de uma série de crimes, só que depois descobre que o Dr. Doofenshmirtz moldou Perry usando vários clones diferentes dele. |              |                                                   |                                        | |                         |                  |                     |
| 77 | 30           | "Fireside Girl Jamboree"                          | Zac Moncrief                           | Sherm Cohen & Chong Lee | 24 de outubro de 2009   | 217b             | 4.1                 |
| Candace se junta às garotas companheiras e tenta obter 50 distintivos em um dia para que ela possa conseguir ingressos para ver uma performance no Paisley Sideburn Brothers. Enquanto isso, o Dr. Doofenshmirtz tenta deter as vendas de cupcake para as Garotas companheira usando um dispositivo que pode transformar as coisas em brócolis, incluindo a fábrica onde os cupcakes são feitos. |              |                                                   |                                        | |                         |                  |                     |
| 78 | 31           | "The Bully Code"                                  | Zac Moncrief                           | Kim Roberson & Kaz | 31 de outubro de 2009   | 218a             | 4.3                 |
| Buford promete se tornar escravo de Baljeet depois que ele salva Buford de engasgar com um cachorro-quente enquanto come quatro de uma vez. Enquanto isso, Candace tenta impedir que Jeremy veja fotos embaraçosas que ela acidentalmente enviou ao celular. |              |                                                   |                                        | |                         |                  |                     |
| 79 | 32           | "Finding Mary McGuffin"                           | Robert F. Hughes & Jay Lender          | Aliki Theofilopoulos Grafft & Antoine Guilbaud | 31 de outubro de 2009   | 218b             | 4.3                 |
| Quando Lawrence acidentalmente vende a bonequinha de Candace para o Dr. Doofenshmirtz como presente para sua filha Vanessa, Phineas e Ferb tentam investigá-la como detetives de filmes e TV. Enquanto isso, o Dr. Doofenshmirtz tenta recuperar um interruptor de trabalho on-off para o seu mais novo dispositivo. |              |                                                   |                                        | |                         |                  |                     |
| 80 | 33           | "Picture This"                                    | Robert F. Hughes & Jay Lender          | Michael Diederich & Kaz | 7 de novembro de 2009   | 220a             | N/A                 |
| Quando Phineas e Ferb criam um teletransportador que pode recuperar objetos de qualquer lugar, digitalizando fotos, Candace tenta expô-lo a Linda, teletransportando-a de um festival cultural judaico mexicano. Enquanto isso, o Dr. Doofenshmirtz tenta livrar o mundo dos mímicos prendendo-os em caixas invisíveis reais. |              |                                                   |                                        | |                         |                  |                     |
| 81 | 34           | "Nerdy Dancin'"                                   | Zac Moncrief                           | J. G. Orrantia & Perry Zombolas | 7 de novembro de 2009   | 220b             | N/A                 |
| Jeremy não tem certeza de suas próprias habilidades quando concorda em se associar a Candace no popular programa de televisão "Vamos dançar até ficar doente", então os meninos desenvolvam um exoesqueleto permitindo que os movimentos de Jeremy sejam controlados por Ferb. Enquanto isso, o Dr. Doofenshmirtz e sua organização de outros cientistas malucos tentam transmitir uma mensagem maléfica no programa. |              |                                                   |                                        | |                         |                  |                     |
| 82 | 35           | "What Do It Do?"                                  | Robert F. Hughes & Jay Lender          | Jon Colton Barry & Piero Piluso | 14 de novembro de 2009  | 219a             | N/A                 |
| Quando uma das invenções de Doofenshmirtz chega ao jardim da frente, Phineas e Ferb tentam descobrir o que ela faz. Enquanto isso, Dr. Doofenshmirtz e Perry ficam presos a bordo da plataforma flutuante de Doof, que sai do controle sem direção. |              |                                                   |                                        | |                         |                  |                     |
| 83 | 36           | "Atlantis"                                        | Zac Moncrief                           | Kim Roberson & Kaz | 14 de novembro de 2009  | 219b             | N/A                 |
| Em uma viagem para a praia, Phineas e Ferb descobrem a cidade perdida de Atlântida, Candace entra em um concurso de construção de castelo de areia julgado por Jeremy, e o Dr. Doofenshmirtz tenta usar uma fórmula de crescimento para tornar as plantas malignas. |              |                                                   |                                        | |                         |                  |                     |
| 84 | 37           | "Phineas and Ferb Christmas Vacation"             | Zac Moncrief                           | Jon Colton Barry & Piero Piluso | 6 de dezembro de 2009   | 222              | 5.2                 |
| Depois que Phineas, Ferb e seus amigos ajudam a decorar a cidade para celebrar a chegada do Papai Noel, o Dr. Doofenshmirtz, depois de finalmente encontrar um motivo para odiar o Natal, usa seu Inator para tentar arruinar o feriado para todos. Como resultado, os meninos e seus amigos tentam ajudar a salvar o Natal de Danville. |              |                                                   |                                        | |                         |                  |                     |
| 85 | 38           | "Just Passing Through"                            | Zac Moncrief                           | Edgar Karapetyan & Kim Roberson | 6 de fevereiro de 2010  | 224a             | N/A                 |
| Quando Phineas e Ferb criam um orbe que permite que o usuário passe por objetos para ajudar a encontrar a picareta de sorte de Linda, Candace tenta dedurá-los. Enquanto isso, o Dr. Doofenshmirtz tenta destruir uma estátua em homenagem ao seu irmão Roger. |              |                                                   |                                        | |                         |                  |                     |
| 86 | 39           | "Candace's Big Day"                               | Robert F. Hughes & Jay Lender          | Aliki Theofilopoulos Grafft & Antoine Guilbaud | 6 de fevereiro de 2010  | 224b             | N/A                 |
| Quando Phineas e Ferb se oferecem para receber o casamento da tia Tiana e do tio Bob no quintal dos Flynn-Fletcher, Candace tenta evitar que os meninos estraguem o casamento e roubem a atenção de seu papel como dama de honra. Enquanto isso, o Dr. Doofenshmirtz constrói um dispositivo para transformar todos os alimentos saudáveis da cidade em junk food, acreditando que pessoas com excesso de peso seriam mais fáceis de escravizar. |              |                                                   |                                        | |                         |                  |                     |
| 87 | 40           | "I Was a Middle Aged Robot"                       | Zac Moncrief                           | Sherm Cohen & Chong Lee | 13 de fevereiro de 2010 | 221a             | N/A                 |
| A memória de Lawrence é acidentalmente apagada por um raio no esconderijo de Perry antes de participar de uma corrida pai-filha com Candace, então Perry opera uma versão robô de Lawrence para substituí-lo. Enquanto isso, o Dr. Doofenshmirtz inventa "Aloc", um oposto da cola, que separa as coisas em vez de juntá-las. |              |                                                   |                                        | |                         |                  |                     |
| 88 | 41           | "Suddenly Suzy"                                   | Jay Lender & Robert F. Hughes          | Aliki Theofilopoulos Grafft & Antoine Guilbaud | 13 de fevereiro de 2010 | 221b             | N/A                 |
| Quando Candace se oferece para tomar conta de Suzy, Suzy tenta ensinar a Candace como conseguir o que quiser. Enquanto isso, Phineas Ferb e seus amigos tentam construir uma cachoeira gigante e montar um barril sobre ela. Enquanto isso, o Dr. Doofenshmirtz constrói um pé gigante de papel carbono, acreditando que isso aumentará sua pegada de carbono. |              |                                                   |                                        | |                         |                  |                     |
| 89 | 42           | "Undercover Carl"                                 | Zac Moncrief                           | Chong Suk Lee & Sherm Cohen | 13 de fevereiro de 2010 | 223a             | N/A                 |
| Quando os meninos constroem um Anti-Gravity Fun Launcher, Carl acidentalmente descobre seus planos na internet e presume que eles estão trabalhando para o Dr. Doofenshmirtz, então ele é enviado disfarçado para descobrir o que eles estão fazendo. Enquanto isso, Doofenshmirtz intercepta os planos e tenta encontrar um emprego para ele, e Perry é enviado literalmente para pegar um agente desaparecido, já que ele é muito próximo dos garotos para espioná-los. |              |                                                   |                                        | |                         |                  |                     |
| 90 | 43           | "Hip Hip Parade"                                  | Zac Moncrief & Robert F. Hughes        | J. G. Orrantia & Perry Zombolas | 13 de fevereiro de 2010 | 223b             | N/A                 |
| Phineas e Ferb decidem ajudar a construir carros alegóricos para todas as crianças da vizinhança no desfile anual "Tri-State Area Unification Day", mas um rancor familiar leva Buford a tentar destruir o desfile. Candace promete a sua mãe para não se importar com as atividades de Phineas e Ferb durante um dia de mãe e filha, mas acha difícil devido a brincadeira dos meninos acontecendo ao seu redor. Enquanto isso, o Dr. Doofenshmirtz tenta criar engarrafamentos com um dispositivo de duplicação. |              |                                                   |                                        | |                         |                  |                     |
| 91 | 44           | "Invasion of the Ferb Snatchers"                  | Zac Moncrief                           | J. G. Orrantia & Perry Zombolas | 20 de fevereiro de 2010 | 225a             | N/A                 |
| Depois de assistir a uma maratona de filmes de ficção científica, Candace se convence de que Ferb é um alienígena. Enquanto isso, o Dr. Doofenshmirtz planeja leiloar uma invenção antiga, comercializando-o como um dispositivo de limpeza. |              |                                                   |                                        | |                         |                  |                     |
| 92 | 45           | "Ain't No Kiddie Ride"                            | Zac Moncrief                           | Sherm Cohen & Chong Suk Lee | 20 de fevereiro de 2010 | 225b             | N/A                 |
| Quando os garotos pegam os brinquedos em uma loja, Candace entra no passeio de foguete e é atirada em Danville e a gangue sai em uma missão de resgate para salvá-la. Enquanto isso, o Dr. Doofenshmirtz tenta queimar seu nome na atmosfera para manter seu legado. |              |                                                   |                                        | |                         |                  |                     |
| 93 | 46           | "Not Phineas and Ferb"                            | Zac Moncrief                           | Kim Roberson & Kaz | 27 de fevereiro de 2010 | 228a             | 1.0                 |
| O irmão de Irving, Albert, não acredita que Phineas e Ferb sejam nada de especial, e como ele afirma ser o "Detetive da Verdade", ele pode provar isso. Desesperado para provar que Albert estava errado, Irving convence Baljeet e Buford a posar como Phineas e Ferb ao lado de um holograma gigante da construção dos meninos da Torre Eiffel, enquanto os verdadeiros Phineas e Ferb vão com seu pai ao cinema. Enquanto isso, o Dr. Doofenshmirtz está farto da qualidade dos acessórios para seu modelo de trem e decide encolher uma variedade de monumentos nacionais para adicionar à sua coleção. |              |                                                   |                                        | |                         |                  |                     |
| 94 | 47           | "Phineas and Ferb-Busters!"                       | Jay Lender                             | Aliki Theofilopoulos Grafft & Antoine Guilbaud | 27 de fevereiro de 2010 | 228b             | 1.0                 |
| Candace, Stacy e Jenny se unem para tentar prender Phineas e Ferb juntos, enquanto Phineas e Ferb constroem gigantes mecânicos piões. Enquanto isso, o Dr. Doofenshmirtz recruta um novo robô para substituir o Norm, mas uma onda de energia da fonte de energia de Phineas e Ferb faz com que ele se desvie e se volte contra ele. |              |                                                   |                                        | |                         |                  |                     |
| 95 | 48           | "The Lizard Whisperer"                            | Zac Moncrief                           | Sherm Cohen & Chong Suk Lee | 6 de março de 2010      | 229a             | N/A                 |
| Phineas e Ferb descobrem um camaleão que decidem manter como animal de estimação, mas quando ele cresce para um tamanho gigantesco devido aos efeitos de uma das invenções de Doofenshmirtz, Phineas, Ferb e Isabella tentam recuperá-lo, embora sua camuflagem o dificulte. para detectar. Enquanto isso, Doofenshmirtz aprende a tocar violão de Jeremy para que ele possa usar uma música para invocar um exército alienígena com seu Every-Directional-Amplifinator Gigantinator. |              |                                                   |                                        | |                         |                  |                     |
| 96 | 49           | "Robot Rodeo"                                     | Jay Lender                             | Kaz & J. G. Orrantia | 6 de março de 2010      | 229b             | N/A                 |
| Phineas e Ferb seguram um rodeio no quintal com touros robóticos, então as garotas companheiras de Isabella podem pegar um distintivo de Rodeo Clown, enquanto Candace tenta manter o foco para ir ao show com Stacy. Enquanto isso, o Dr. Doofenshmirtz compete contra membros da L.U.V.A.S.D.E.A.M.O.R. e outros em uma competição de criadores de inositores. |              |                                                   |                                        | |                         |                  |                     |
| 97 | 50           | "The Beak"                                        | Jeff "Swampy" Marsh & Jay Lender       | Jon Colton Barry & Piero Piluso | 8 de março de 2010      | 227              | N/A                 |
| Quando Phineas e Ferb constroem um super traje, eles decidem se tornar um super-herói chamado "O Bico" para derrotar um novo vilão chamado Khaka Peu Peu. Mas quando Phineas continua a sair para ser O Bico, o drama começa entre ele e Isabella. Enquanto isso, o Dr. Doofenshmirtz recebe temporariamente o cargo de prefeito de seu irmão Roger para impedir que Roger seja culpado pela presença de Khaka Peü Peü. |              |                                                   |                                        | |                         |                  |                     |
| 98 | 51           | "She's the Mayor"                                 | Zac Moncrief                           | Michael Diederich & Perry Zombolas | 14 de junho de 2010     | 231a             | N/A                 |
| Candace é concedida a oportunidade de ser prefeita do dia, então ela abusa de seu poder recém-descoberto para criar leis que podem acabar com seus irmãos. De volta a casa, Phineas e Ferb constroem uma autêntica cabana de madeira e uma vila de pioneiros sem ferramentas modernas. Enquanto isso, o Dr. Doofenshmirtz está programado para jogar golfe com seu irmão Roger, mas não está feliz com isso. |              |                                                   |                                        | |                         |                  |                     |
| 99 | 52           | "The Lemonade Stand"                              | Jay Lender                             | Aliki Theofilopoulos Grafft & Antoine Guilbaud | 14 de junho de 2010     | 231b             | N/A                 |
| Phineas e Ferb constroem o melhor stand de limonada e começam a oferecer oportunidades de franquia. Enquanto isso, o relacionamento de Candace e Stacy é posto à prova quando Candace sente que deve escolher entre a amizade entre eles e seus irmãos, enquanto o Dr. Doofenshmirtz cria um Inator para que ele possa fazer milhões vendendo Band-Aids. |              |                                                   |                                        | |                         |                  |                     |
| 100 | 53           | "Phineas and Ferb Hawaiian Vacation"              | Zac Moncrief                           | Kaz, Kim Roberson, Michael Diederich & Perry Zombolas | 9 de julho de 2010      | 234              | N/A                 |
| A Família Flynn-Fletcher vai de férias para o Havaí. Enquanto estavam lá, Phineas e Ferb criam criaturas marinhas vivas. Enquanto isso, Doofenshmirtz cria um De-Evolution-inator. Phineas e Ferb ajudam Candace a se livrar de um colar de má sorte. Enquanto isso, Perry e Doofenshmirtz ficam presos em uma ilha. |              |                                                   |                                        | |                         |                  |                     |
| 101 | 54           | "Phineas and Ferb: Summer Belongs To You!"        | Robert F. Hughes & Dan Povenmire       | Dan Povenmire, Robert F. Hughes, Kyle Menke, Kim Roberson, Mike Diederich, Aliki Theofilopoulos Grafft, Antoine Guilbaud, Kaz, J. G. Orrantia, Mike Roth & Perry Zombolas | 2 de agosto de 2010     | 237–238          | 3.8                 |
| É o solstício de verão, então Phineas, Ferb e seus amigos decidem viajar pelo mundo em um dia em um esforço para criar o "maior, mais longo e mais divertido dia de verão de todos os tempos". Mas nem todos acreditam que podem realmente alcançar o que se propuseram a fazer, especialmente Buford. Candace vai junto porque Jeremy está em uma viagem a Paris, e ela teme que lá ele possa conhecer outras garotas. Além disso, Isabella acha que seu afeto por Phineas foi duramente testado quando seu firme foco em alcançar seu objetivo a coloca sob pressão. Enquanto isso, o Dr. Doofenshmirtz faz uma viagem de pai para Tóquio, no Japão, com Vanessa, mas parte com Perry e Major Monograma para encontrá-la quando ela se junta a Phineas, Ferb e os outros. |              |                                                   |                                        | |                         |                  |                     |
| 102 | 55           | "Nerds of a Feather"                              | Jay Lender                             | Jon Colton Barry & Piero Piluso | 16 de agosto de 2010    | 233              | 1.3                 |
| Phineas e Ferb vão para a convenção anual fantasia e ficção científica da Área dos Três Estados para conhecer seu herói, o guru de efeitos especiais Clive Addison. Seu plano é desviado quando eles são levados para um duelo entre Buford e Baljeet, e seus respectivos clubes de fãs de fantasia e geeks de ficção científica. Enquanto isso, Candace tenta manter em segredo que ela é uma fã do Patinho Mo-Mo (que é um programa infantil com uma base de fãs adultos, um pouco como os broncos do fandom My Little Pony), outro ponto importante da convenção. Do outro lado do salão de convenções, o Dr. Doofenshmirtz levou o executivo de televisão Jeff McGarland como refém para que ele possa apresentar um programa que ele desenvolveu, "Doof 'n' Puss".     |              |                                                   |                                        | |                         |                  |                     |
| 103 | 56           | "Wizard of Odd"                                   | Jay Lender & Robert F. Hughes          | Michael Diederich & Kaz | 24 de setembro de 2010  | 226              | 3.07                |
| Mamãe diz que Phineas e Ferb têm que limpar a casa e ela pede ajuda a Candace, mas ela se recusou e em vez disso leu o livro que a mãe lhe deu: “O Mágico de Oz”. Phineas e Ferb rodam a casa e a pulverizam com uma mangueira, mas eles giram a casa rápido demais e, acidentalmente, derrubam Candace, mandando-a para um mundo dos sonhos do Mágico de Oz. Ela viaja para "Bustopolis" sob a impressão de que o mundo é uma simulação criada por seus irmãos, mas logo descobre que as forças do mal estão tentando conseguir as botas que cresceram em seus pés. |              |                                                   |                                        | |                         |                  |                     |
| 104 | 57           | "We Call It Maze"                                 | Zac Moncrief                           | Bernie Petterson & Chong Suk Lee | 1 de outubro de 2010    | 232a             | 4.35                |
| Phineas e Ferb constroem um labirinto para ajudar Isabella e uma jovem iniciante, chamada Melissa. Enquanto isso, o Dr. Doofenshmirtz tenta inclinar todos os edifícios na área de três estados como a torre inclinada de Pisa. |              |                                                   |                                        | |                         |                  |                     |
| 105 | 58           | "Ladies and Gentlemen, Meet Max Modem!"           | Jay Lender                             | J. G. Orrantia & Kaz | 1 de outubro de 2010    | 232b             | 4.35                |
| Quando Candace descobre que sua mãe é Lindana, Linda é convidada para participar de um concerto de reunião dos anos 80. Lawrence se sente deprimido porque sua esposa vai esquecê-lo porque ela conhecerá pessoas excitantes e divertidas, então Phineas e Ferb decidem transformá-lo em "Max Modem", um cantor desconhecido dos anos 80. Enquanto isso, o Dr. Doofenshmirtz quer que Danville acredite que ele é o rei e líder de um grupo de alienígenas. |              |                                                   |                                        | |                         |                  |                     |
| 106 | 59           | "The Secret of Success"                           | Zac Moncrief                           | Kim Roberson & Kaz | 8 de outubro de 2010    | 230a             | N/A                 |
| Phineas e Ferb constroem um veículo todo-terreno avançado, enquanto Baljeet, Stacy e Candace vão a uma convenção para que Candace possa melhorar suas "táticas de rebentação". Enquanto isso, o Dr. Doofenshmirtz tenta realizar um Telethon do Mal. |              |                                                   |                                        | |                         |                  |                     |
| 107 | 60           | "The Doof Side of the Moon"                       | Jay Lender                             | Edgar Karapetyan & Bernie Petterson | 8 de outubro de 2010    | 230b             | N/A                 |
| Phineas e Ferb constroem o edifício mais alto de sempre para aumentar a popularidade de Danville, enquanto Candace pede a ajuda de Albert para destruí-los. Em outro lugar, Doofenshmirtz tenta girar a lua para o seu lado sombrio para que ele possa se tornar o homem mais maligno do mundo. |              |                                                   |                                        | |                         |                  |                     |
| 108 | 61           | "Split Personality"                               | Jay Lender                             | Aliki Theofilopoulos Grafft & Antoine Guilbaud | 29 de outubro de 2010   | 235a             | 3.23                |
| Phineas e Ferb criam uma máquina que divide um objeto em seus componentes, mas sua capa é soprada com Candace e seu duplo. Doofenshmirtz tenta pular do alto trampolim, que era um importante ritual de masculinidade em sua cidade natal, que ele falhou. Ele está nervoso e cria um Look-inator, para que ninguém olhe para ele |              |                                                   |                                        | |                         |                  |                     |
| 109 | 62           | "Brain Drain"                                     | Jay Lender                             | J. G. Orrantia & Kaz | 29 de outubro de 2010   | 235b             | 3.23                |
| Phineas, Ferb, Isabella e Baljeet estão na cama porque estão doentes e eles, junto com Buford, que é apenas preguiçoso, jogam videogames que os deixam competir com outro amigo. Doofenshmirtz cria um capacete que pode controlar todos que o controlam. Enquanto isso, Vanessa tenta aproveitar seu tempo em uma Junkyard Party, apesar de saber que Doofenshmirtz a deixará mortificada. |              |                                                   |                                        | |                         |                  |                     |
| 110 | 63           | "Rollercoaster: The Musical!"                     | Dan Povenmire & Robert F. Hughes       | May Chan, Jennifer Keene, Martin Olson & Scott Peterson Flammarion Ferreira, Wendy Grieb, Robert F. Hughes, Chris Headrick & Chong Lee                                    | 28 de janeiro de 2011   | 239              | N/A                 |
| Phineas e Ferb reviveram o dia em que construíram a montanha-russa como um musical. Doofenshmirtz mais uma vez tenta reverter a rotação da Terra. |              |                                                   |                                        | |                         |                  |                     |
| 111 | 64           | "Make Play"                                       | Zac Moncrief                           | Bernie Petterson & Edgar Karapetyan | 11 de fevereiro de 2011 | 236a             | N/A                 |
| Candace troca de lugar com uma princesa que se parece com ela, mas as palhaçadas de Phineas e Ferb impedem que ela desfrute dos luxos reais, mesmo que por um dia. Enquanto isso, Phineas e Ferb recrutam a princesa para ajudá-los a construir uma jukebox gigante cheia de bandas ao vivo, e o Dr. Doofenshmirtz planeja usar seu Claw-inator para arruinar a dedicação de seu irmão à Danville Opera House. |              |                                                   |                                        | |                         |                  |                     |
| 112 | 65           | "Candace Gets Busted"                             | Zac Moncrief                           | Kim Roberson & Kaz | 11 de fevereiro de 2011 | 236b             | N/A                 |
| Quando Linda e Lawrence vão em uma viagem, Candace decide ter um encontro íntimo com Stacy e Jenny. No entanto, mais pessoas vêm sem permissão e fazem parte de uma festa. Enquanto isso, Doofenshmirtz tenta se livrar dos condomínios, que bloqueiam sua visão do cinema drive-in nas proximidades. |              |                                                   |                                        | |                         |                  |                     |